# Lygaeus obscurellus
Espèce
Lygaeus obscurellus est une espèce fossile d'insectes hémiptères du sous-ordre des hétéroptères (punaises), de la famille des Lygaeidae, dans le genre Lygaeus.

## Classification
L'espèce Lygaeus obscurellus est décrite en 1937 par le paléontologue français Nicolas Théobald (1903-1981) dans sa thèse,. 

### Fossiles
L'holotype, de l'ère Cénozoïque et de l'époque Oligocène (33,9 à 23,03 Ma), fait partie des collections de l'institut géologique de Montpellier et vient du gisement fossile du gypse d'Aix-en-Provence dans le département des Bouches-du-Rhône.

### Étymologie
L'épithète spécifique obscurellus signifie en latin « sombre ».

## Description

### Caractères
Insecte au corps brunâtre. La tête est légèrement allongée, arrondie à l'arrière ; lobe médian saillant ; gros yeux latéraux de forme ovale ; antennes presque aussi longues que le corps, quatre articles, le premier à peu près aussi long que la tête, le deuxième un peu plus long, le troisième plus court que le second, le quatrième non renflé. La surface de la tête est couverte de quelques ponctuations noires que l'on retrouve sur le thorax et la corie des hémélytres.
Pronotum en forme de trapèze, à bords latéraux droits, bord postérieur avec double sinuosité.
Scutellum en triangle isocèle, à pointe mousse.
Hémélytres allongés, relativement étroits ; corie avec deux nervures longitudinales, membrane avec quelques rares nervures (3) ; la surface des hémélytres est de teinte foncée avec deux taches plus claires, l'une à l'extrémité de la membrane et l'autre au contact de la membrane et de la corie. 
Les restes des pattes I, II et III montrent que les fémurs ne sont pas renflés et que les tarses sont à trois articles.

### Dimensions
Antennes : 12,5 mm ; longueur du corps depuis l'extrémité de la tête jusqu'à celle de l'aile droite : 14,5 mm.

### Affinités
La structure des antennes, des pattes et la nervation des hémélytres dont la membrane ne présente que quelques nervures longitudinales attribuent notre échantillon aux Lygaeidae. Il se distingue de Lygaeus elongatiabdominalis N. Théobald d'Aix (page 362) par l'ornementation des téguments et par les cuisses non renflées. Sa taille est aussi un peu plus petite .

## Biologie
« Le g. Lygaeus a une extension presque universelle. Ces punaises vivent sur les herbes. »

### Ouvrage
- [1937] Nicolas Théobald, « Les insectes fossiles des terrains oligocènes de France 473 p., 17 fig., 7 cartes,13 tables, 29 planches hors texte », Bulletin Mensuel de la Société des Sciences de Nancy et Mémoires de la Société des sciences de Nancy, Imprimerie G. Thomas,‎ 1937, p. 1-473 (ISSN 1155-1119 et 2263-6439, OCLC 786027547). .

### Publication originale
- [juin 1937] Nicolas Théobald, Note complémentaire sur les insectes fossiles oligocènes des gypses d'Aix-en-Provence, Institut de Zoologie, rue Sainte-Catherine Nancy, coll. « Bulletin Mensuel de la Société des Sciences de Nancy / (Nlle. Série) N°6 », juin 1937, 157-178, 7 figures, 2 planches hors-texte. (ISSN 1155-1119, DOI 10.5281/ZENODO.24876, BM SSN Juin 1937)